# Wallanders erster Fall
Wallanders erster Fall (Originaltitel: Pyramiden) ist eine Sammlung verschiedener Kurzgeschichten rund um  Henning Mankells Romankommissar Kurt Wallander. 1999 erschien das Buch erstmals auf Schwedisch, 2002 in deutscher Übersetzung.
Laut Mankells eigener Aussage dienen die fünf Kurzgeschichten, die von Wallanders ersten Wochen als Streifenpolizist bis kurz vor dem Geschehen des ersten Wallander-Romans Mörder ohne Gesicht spielen, dazu, dem Leser die Möglichkeit zu geben, tiefer in die Figur Kurt Wallander einzutauchen und dessen Biographie zu vervollständigen. Des Weiteren werden Ereignisse und Begebenheiten, die in den Romanen nur beiläufig erwähnt werden, genauer geschildert. Dazu gehören unter anderem das Zerwürfnis Wallanders mit seinem Vater sowie die gescheiterte Ehe mit Mona.

## Inhalt

### Wallanders erster Fall
Diese Geschichte beginnt mit dem jungen Kurt Wallander als einfachem Ordnungshüter in Malmö 1969. Wallander hasst den Streifendienst und möchte so schnell wie möglich zur Kriminalpolizei wechseln. Als sein Wohnungsnachbar unter mysteriösen Umständen Selbstmord begeht, beginnt Wallander auf eigene Faust zu ermitteln und kann letztlich den entscheidenden Anstoß zur Aufklärung geben. Obwohl er sich in seiner Unerfahrenheit mehrfach leichtsinnig in Gefahr begeben und über alle Warnungen der Vorgesetzten, niemals privat nachzuforschen, hinweggesetzt hat, konnte Wallander seine Fähigkeiten unter Beweis stellen und sich damit für den Dienst bei der Kripo empfehlen. Am Ende der Erzählung wird er mit einem Messer angegriffen und überlebt nur knapp. Dieses prägende Ereignis kommt auch in den zeitlich später spielenden Romanen immer wieder zur Sprache. Ebenso werden bereits hier Wallanders familiäre Umstände sichtbar (insbesondere sein angespanntes Verhältnis zu seinem Vater, der die Berufswahl seines Sohnes nie akzeptieren wollte).

### Der Mann mit der Maske
In der zweiten Kurzgeschichte dieser Sammlung gerät Wallander in die Gewalt eines schwarzafrikanischen Kassenräubers, dem der Streifenpolizist am Heiligabend auf dem Nachhauseweg in einem Lebensmittelgeschäft über den Weg läuft, nachdem er von seinem zukünftigen Chef in der Mordkommission den Auftrag bekommen hat, einer Überfallsmeldung in diesem Geschäft nachzugehen. Wallander gelingt es schließlich, den Verbrecher zu überwältigen, kann dessen Selbstmord jedoch nicht verhindern.

### Der Mann am Strand
Endlich bei der Kriminalpolizei, ermittelt Kurt Wallander in dem Fall eines toten Taxifahrgastes, der laut Fahrer beim Einsteigen noch kerngesund war, eine Viertelstunde später jedoch tot aufgefunden wurde.

### Der Tod des Fotografen
Im April 1988 wird in Ystad der sechsundfünfzigjährige Fotograf Simon Lamberg in seinem Atelier erschlagen. Hilda Waldén, die seit zwölfeinhalb Jahren dreimal pro Woche bei ihm putzt, findet seine Leiche. Offenbar handelt es sich nicht um einen Raubüberfall, aber ein anderes Mordmotiv lässt sich zunächst auch nicht erkennen. Die Witwe, Elisabeth Lamberg, lebte mit ihrem Ehemann zwar bis zuletzt unter einem Dach, aber die beiden gingen seit Jahren ihre eigenen Wege. Ihre Tochter Matilda, die schwerbehindert geboren wurde, lebt seit 1968 – seit ihrem vierten Lebensjahr – in einem Pflegeheim außerhalb von Rydsgård.
Bei einer abschließenden Gesprächsrunde lässt Mankell, passend zu seinem Ziel die „Gesllschaft zu demaskieren“, einen Mitarbeiter von Wallander die Annahme formulieren: „Vielleicht gibt es heutzutage Menschen, die sich so ohnmächtig fühlen, daß sich nicht mehr an dem beteiligen, was wir das demokratische Gespräch zu nennen pflegen. Sondern sich statt dessen Riten zuwenden. ...“.

### Die Pyramide
Im Dezember 1989 kommt es innerhalb kürzester Zeit in der Nähe von Ystad zu zwei Ereignissen, die zunächst als Unglücksfälle taxiert werden: ein Kleinmotorenflugzeug stürzt in ein Feld und ein Handarbeitsgeschäft brennt komplett ab. Dabei kommen die Piloten sowie die beiden Besitzerinnen des Geschäfts ums Leben. Bald wird Kriminalkommissar Kurt Wallander klar, dass es sich bei den Vorfällen mitnichten um Unfälle handelt. Nach der Ermordung eines mutmaßlichen Drogenhändlers erkennt er sogar eine Verbindung zwischen den beiden Fällen, sodass er schließlich einem internationalen Rauschgifthändlerring auf die Spur kommt und damit selber in Lebensgefahr gerät. Mitten in den schwierigen Ermittlungen muss Wallander nach Kairo fliegen, um seinen Vater aus dem Gefängnis zu holen. Er hatte trotz Verbot versucht, die Cheops-Pyramide zu besteigen. Die Erzählung endet mit dem Beginn des Romans Der Mörder ohne Gesicht.

## Ausgliederungen
Im Juli 2004 erschien die in Wallanders erster Fall 159 Seiten umfassende Kurzgeschichte Die Pyramide als eigenständiges Buch im dtv Großdruck ISBN 3-423-25216-2.
Im folgenden Jahr erschien auch Der Tod des Fotografen als Großdruck ISBN 3-423-25254-5.

## Kritiken
In der Presse sowie unter den Lesern stieß das Buch nach seiner Veröffentlichung auf unterschiedliche Reaktionen: Für die einen war es ein Mankell, der die gewohnte Klasse besitze, für die anderen ein überflüssiges Werk, das zudem langatmig erzählt werde und die Biographie Kurt Wallanders, entgegen der Ankündigung des Autors, wenig erhellen könne.
- „Für alle Fans von spannender und unterhaltsamerer Literatur ein absolutes Muss!“ – Cosmopolitan
- „Was mich verwundert, ist die Neugier der Leser auf das frühere Leben Wallanders, als ob er wirklich existiert habe, als sei es völlig in Ordnung, dass seine Biographie geschrieben wurde. Diese Wissbegierde darf man als Maß dafür nehmen, in welchem Grade sich Wallander in den Sinnen der Leser einen Platz erobert hat. Es beruht selbstverständlich auf der Art und Weise wie Henning Mankell schreibt.“ – Monika Tunbäck-Hansson, Göteborgs-Posten
- „Gut, dass jetzt Schluss ist!“ (Wertung: 43 %) – Krimi-Couch.de[1]

## Ausgaben
- Henning Mankell: Wallanders erster Fall und andere Erzählungen. Paul Zsolnay Verlag, Wien 2002, ISBN 3-552-05187-2.
- Henning Mankell: Wallanders erster Fall und andere Erzählungen. dtv, München 2004, ISBN 3-423-20700-0.
- Henning Mankell: Wallanders erster Fall: Lesung von Ulrich Pleitgen. Hörbuch Hamburg, Hamburg 2007, ISBN 978-3-89903-741-8.
- Henning Mankell: Wallanders erster Fall und andere Erzählungen. dtv, München 2010, ISBN 978-3-423-21211-3.